# Praxeologi
Praxeologi (fra oldgræsk πρᾶξις / praxis, det betyder "handling", og -λογία / -logia, der betyder "studium af") betegner en undersøgelse af menneskelig handlen, baseret på deduktion, altså logisk ræsonneren. Begrebet er blevet brugt i forskellige videnskabsteoretiske sammenhænge i tidens løb.

## Oprindelse
Allerede i 1608 anvendte den tyske filosof og teolog Clemens Timpler ordet i sin afhandling (forfattet på latin) Philosophiae practicae systema methodicum: Fuit Aretologia: Sequitur Praxiologia: quæ est altera pars Ethicæ, tractans generaliter de actionibus moralibus.
I moderne tid tilskrives begrebet ofte Louis Bourdeau, en fransk forfatter til en klassifikation af videnskaberne med titlen Théorie des sciences: Plan de Science intégrale, der udkom i 1882, hvor ordet også optræder som et ud af en række forslag til nye videnskabelige inddelinger. 
En anden fransk tænker, Alfred Victor Espinas (1844-1922) definerede praxeologi som "videnskaben om menneskelig handlen" i en artikel i tidsskriftet Revue Philosophique i 1890. 

### Den polske praxeologiske tradition
Den polske filosof Tadeusz Kotarbiński (1886-1981) promoverede begrebet i Polens akademiske kredse, hvor det blev et selvstændigt forskningsfelt. Det polske videnskabsakademi oprettede således en afdeling for praxeologi.

### Praxeologi indenfor den østrigske økonomiske skole
Indenfor den heterodokse økonomiske retning den østrigske skole forbindes praxeologi med økonomen Ludwig von Mises og dennes tilhængere. Von Mises afviste som andre økonomer af den østrigske skole empiriske observationer som grundlag for sikker viden og mente i stedet, at man logisk kunne udlede viden om menneskelige handlinger som den logiske konsekvens af nogle grundlæggende sandheder. Denne afvisning af empirisk efterprøvning af teoriers validitet har i andre økonomers øjne omvendt udgjort intet mindre end en afvisning af selve den videnskabelige metode og dermed et væsentligt kritikpunkt af den østrigske skoles tankegang.